# Adel Al-Hosani
Adel Al-Hosani (Arabic:عادل الحوسني) (sinh ngày 23 tháng 8 năm 1989) là một cầu thủ bóng đá người Các Tiểu vương quốc Ả Rập Thống nhất. Hiện tại anh thi đấu cho Al Sharjah SC.

## Quốc tế
Adel Al-Hosani ra mắt đội tuyển bóng đá quốc gia Các Tiểu vương quốc Ả Rập Thống nhất vào ngày 26 tháng 3 năm 2019 trong trận giao hữu với Syria.